# Duggendorf

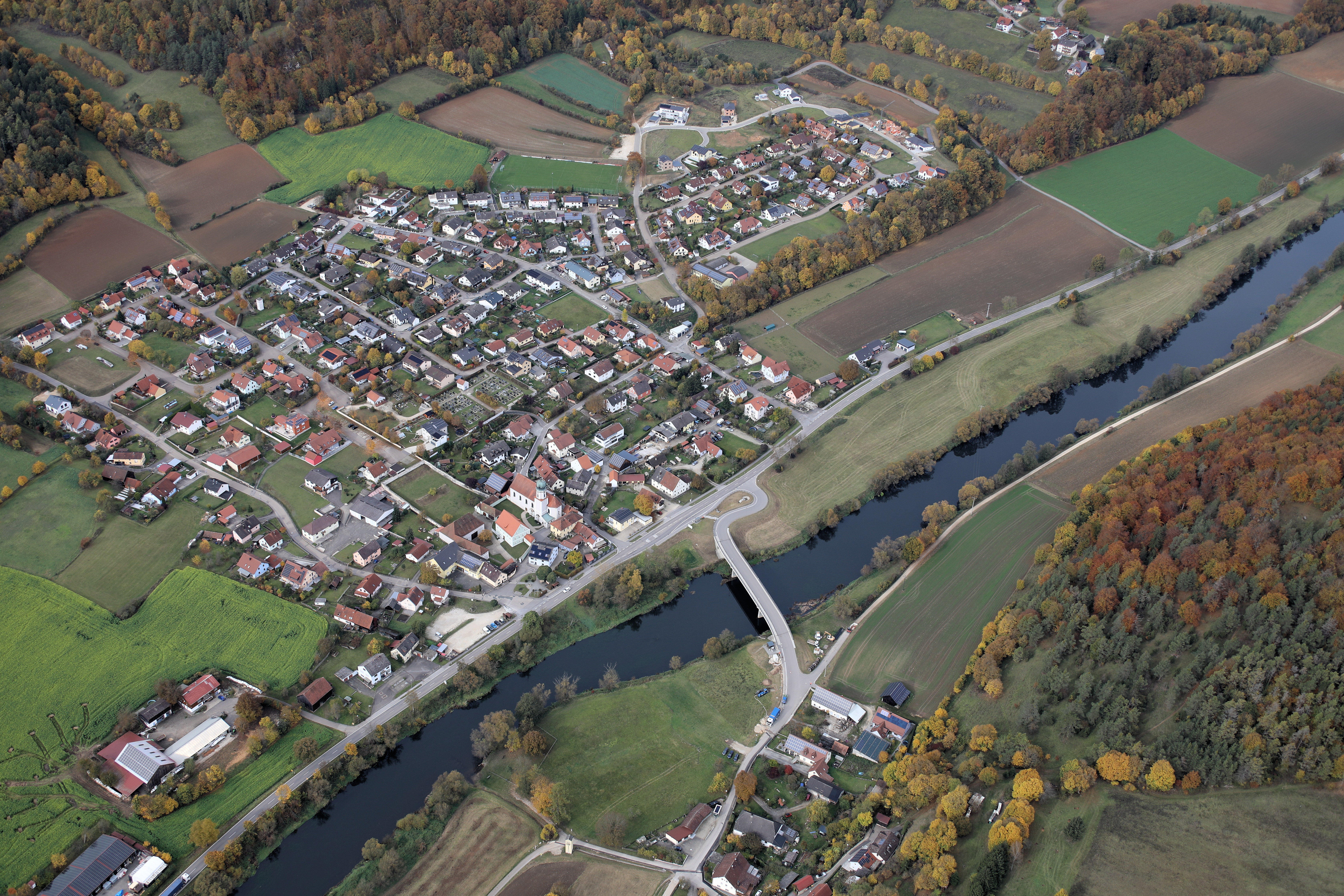
Duggendorf, Naab, Kleinduggendorf (2023)

Duggendorf ist eine Gemeinde im Oberpfälzer Landkreis Regensburg. Sie ist Mitglied der Verwaltungsgemeinschaft Kallmünz.

## Geografie

### Geografische Lage
Das Pfarrdorf liegt an der Naab, etwa 16 Kilometer nordwestlich von Regensburg.

### Gemeindegliederung
Es gibt 19 Gemeindeteile (in Klammern ist der Siedlungstyp angegeben):
- Auf’nberg (Dorf)
- Biersackschlag (Einöde)
- Brunnenstich (Einöde)
- Duggendorf (Pfarrdorf)
- Gessendorf (Weiler)
- Girnitz (Dorf)
- Haidberg (Dorf)
- Heitzenhofen (Kirchdorf)
- Hochdorf (Kirchdorf)
- Judenberg (Dorf)
- Neuhof (Dorf)
- Schwarzhöfe (Weiler)
- Sommerlegerl (Einöde)
- Weichseldorf (Weiler)
- Weihergut (Einöde)
- Weinberg (Einöde)
- Wischenhofen (Kirchdorf)
- Zeinberg (Einöde)
- Zündergut (Einöde)

Es gibt die Gemarkungen und Duggendorf, Heitzenhofen, Hochdorf, Pielenhofener Wald r.d.Naab (nur Gemarkungsteil 4) und Wischenhofen.

## Geschichte

### Duggendorf
Duggendorf wurde erstmals urkundlich im Jahre 1270 erwähnt. Der Siedlungsname erscheint erstmals im Jahr 1000 als Tutindorf. Er leitet sich mutmaßlich vom Namen des Besitzers, Tuto, ab, der in der betreffenden Urkunde erwähnt wird. Zwischen 1140 und 1160 erfolgen Erwähnungen als Tukendorf, 1170 bis 1190 Tuschendort, 1318 Tukendorf, 1326 Tukkendorf und 1508 Tugkendorff. 1665 wurde daraus durch Dissimilation Duggendorf. Seit 500 Jahren ist Duggendorf Pfarrei. Christoph Vogel wurde 1581 Pfarrer auf der neuerrichteten Pfarrstelle in Duggendorf. Die barocke Pfarrkirche, das Kleinod von Duggendorf, stammt aus dem Jahre 1736. Grabplatten an der Fassade weisen durch die Jahreszahlen 1521 und 1530 auf eine frühere Kirche hin. Sehenswert ist die Rokokoorgel aus dem Jahre 1738, die inzwischen renoviert wurde.
1861 hatte der Ort 217 Einwohner in 61 Haushaltungen.
Auf dem Gebiet der Gemeinde liegt der Burgstall Lichtenroth, eine abgegangene Höhenburg.

### Hochdorf
Hochdorf, das schon immer zur Pfarrei Duggendorf gehörte, aber selbständige Gemeinde war, wurde im Zuge der Gebietsreform 1978 mit der ehemaligen Gemeinde Duggendorf zu einer neuen Gemeinde zusammengelegt. Als zu Beginn des 18. Jahrhunderts durch die Pest fast die gesamte Bevölkerung des Ortes hinweggerafft wurde, errichtete man zu Ehren des Hl. Sebastian die heutige Filialkirche. Ein Schloss bestand in Hochdorf bereits im 16. Jahrhundert. Es war im Besitz der Teuffel von Birkensee. Das Wappen dieses Geschlechtes, das auch an der Pfarrkirche in Duggendorf angebracht ist, diente als Vorlage für das Wappen Duggendorf. Das Schloss, im 16. Jahrhundert errichtet, wurde im 18. Jahrhundert umgebaut.

### Wischenhofen
Ein Schloss besitzt auch die Ortschaft Wischenhofen, die bis 1946 selbständige Gemeinde war. Über die früheren Besitzer des Schlosses und das Schloss selbst ist so gut wie nichts bekannt. Heute ist es in Privatbesitz einer Familie. An die Nordseite schließt sich die Schlosskapelle an. Sie wurde ebenfalls in den letzten Jahren renoviert.

### Eingemeindungen
1945/46 erhielt die Gemeinde die beiden Orte Biersackschlag und Kleinduggendorf (den links der Naab gelegenen Teil von Duggendorf) von der Gemeinde Wolfsegg sowie 1957 den Gemeindeteil Aufn'berg von der Gemeinde Hochdorf.
Im Zuge der Gebietsreform in Bayern wurden am 1. Mai 1978 die Gemeinde Hochdorf und aus der Nachbargemeinde Wolfsegg die Gemeindeteile Heitzenhofen, Judenberg, Schwarzhöfe, Weihergut und Zündergut eingegliedert. Zum 1. Januar 2014 kamen Teile des aufgelösten gemeindefreien Gebietes Pielenhofer Wald rechts der Naab dazu.

### Einwohnerentwicklung
Zwischen 1988 und 2018 wuchs die Gemeinde von 1347 auf 1575 Einwohner bzw. um 16,9 %.

## Politik
- CSU: 6
- FW: 4
- SPD: 2

### Gemeinderat
Der Gemeinderat hat 12 Mitglieder. Bei der Kommunalwahl vom 15. März 2020 waren 1302 Einwohner stimmberechtigt, die Wahlbeteiligung lag bei 78,19 Prozent.

### Bürgermeister
Thomas Eichenseher (CSU) ist seit Mai 2014 Erster Bürgermeister. Bei der Kommunalwahl vom 15. März 2020 wurde er mit 63,72 % der Stimmen wiedergewählt.

### Wappen
| Wappen der Gemeinde Duggendorf | Blasonierung: „Über blauem Wellenschildfuß geteilt von Rot und Gold, belegt mit einem feuerspeienden Drachenrumpf in verwechselten Farben“ |
| Wappen der Gemeinde Duggendorf | Wappenbegründung: In der Naabtalgemeinde hatten sich vor allem seit dem 16. Jahrhundert wohlhabende Hammerherren niedergelassen. Die Adelssitze Hochdorf, Heitzenhofen und Wischenhofen mit Zugehör waren Hofmarken. Das Gemeindewappen greift stellvertretend das Familienwappen der in Hochdorf ansässigen Teuffel von Pirkensee auf. Der feuerspeiende Drache ist ein redendes Bild für den Namen Teuffel; es findet sich in der von der Familie Teuffel errichteten Kirche in Hochdorf ebenso wie auf einem Grabmal in der Pfarrkirche Duggendorf. Die Figur lässt den Betrachter auch an die mit Feuer verbundene Eisenverarbeitung denken. Die Lage der Gemeinde an der Naab kommt im blauen Wellenschildfuß zum Ausdruck. Dieses Wappen wird seit 1982 geführt. |

## Bauwerke
- Kirche/Pestkreuz in Hochdorf
- Ehemaliges Hofmarkschloss in Hochdorf
- Schloss Heitzenhofen
- Schloss Wischenhofen
- Dorfbrunnen in Duggendorf
- Kirche in Duggendorf
- Wolfgangskirche
- Pestkreuz Neuhof

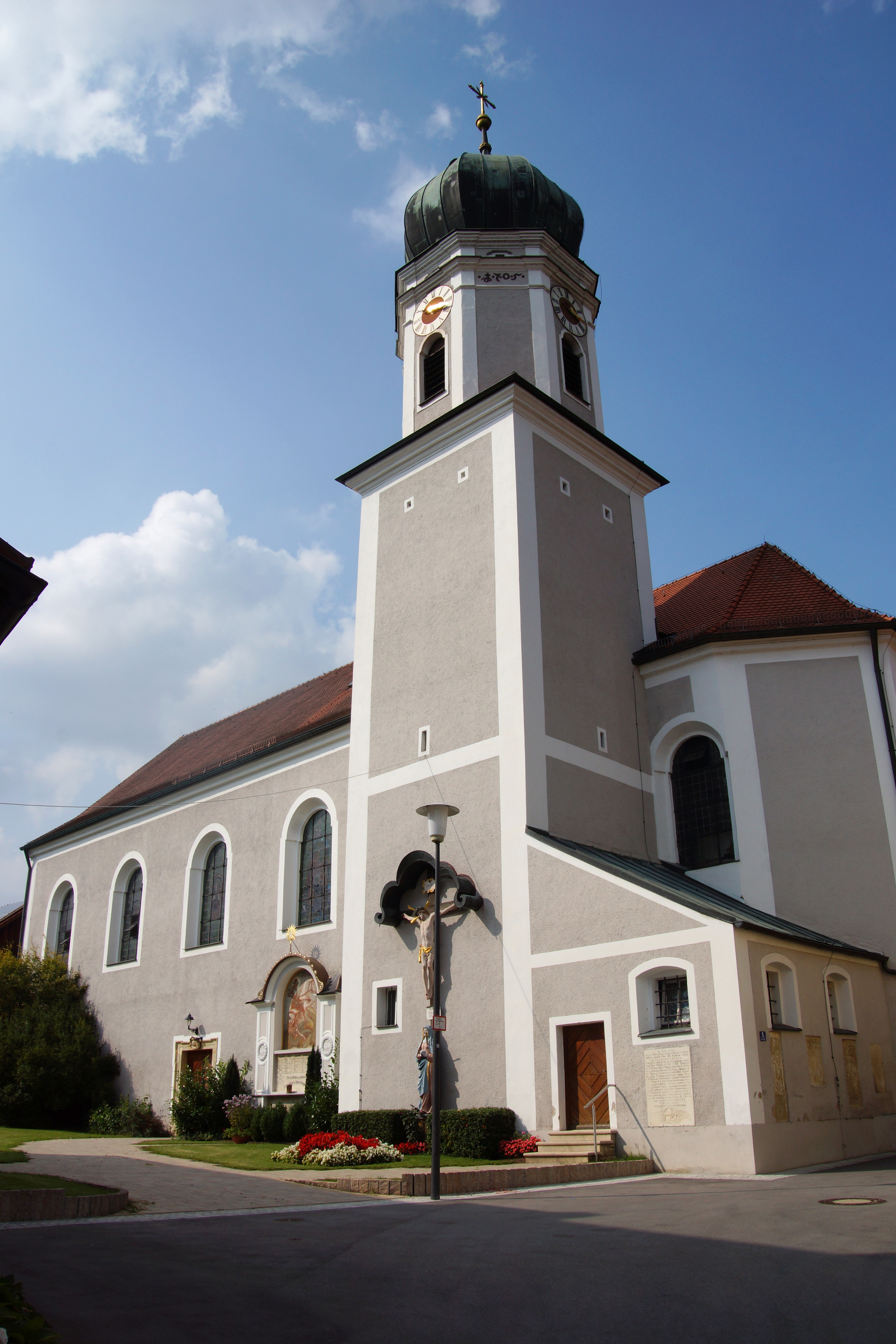
Pfarrkirche Mariä Opferung
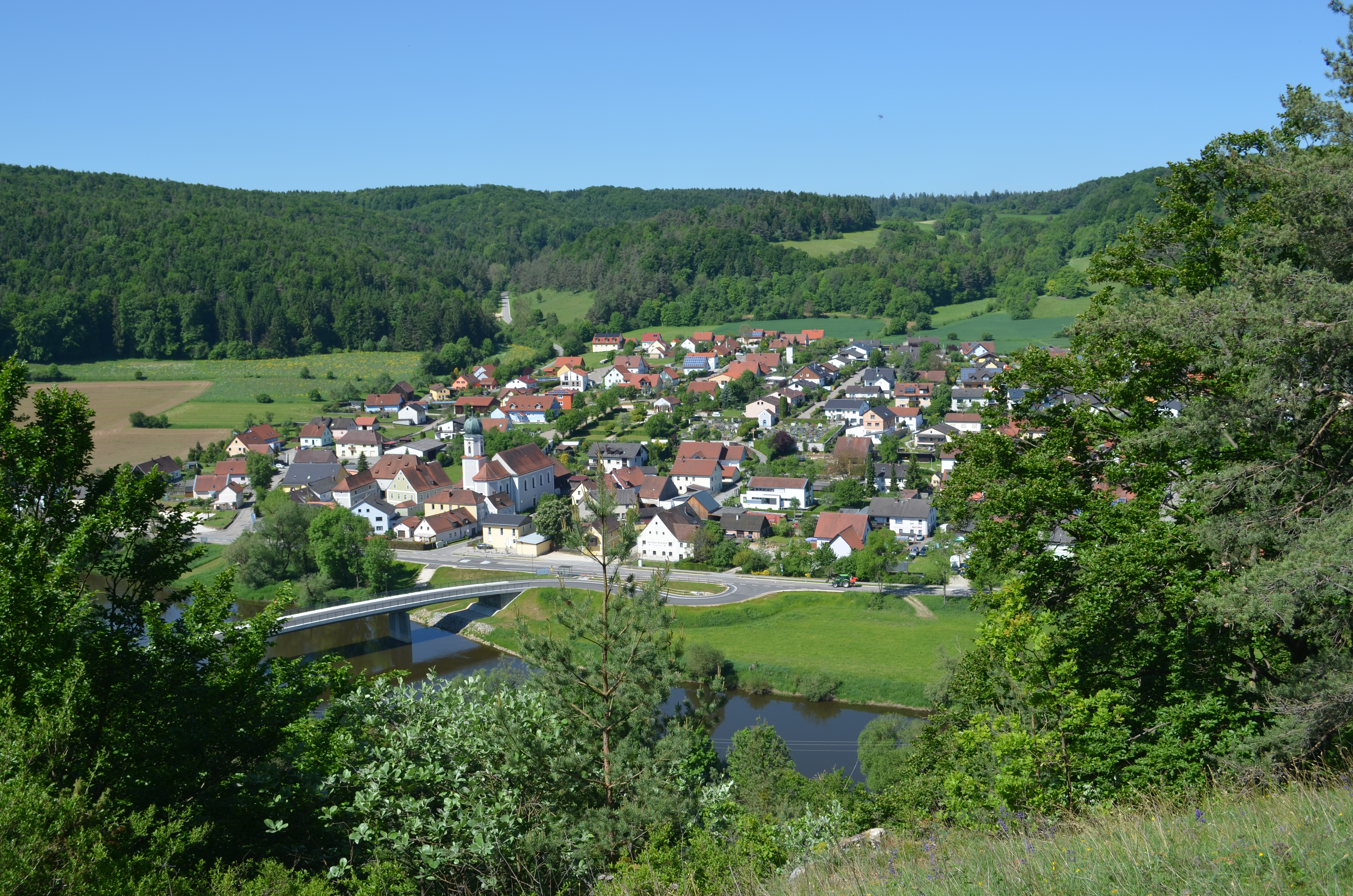
Duggendorf vom Jakobenberg aus
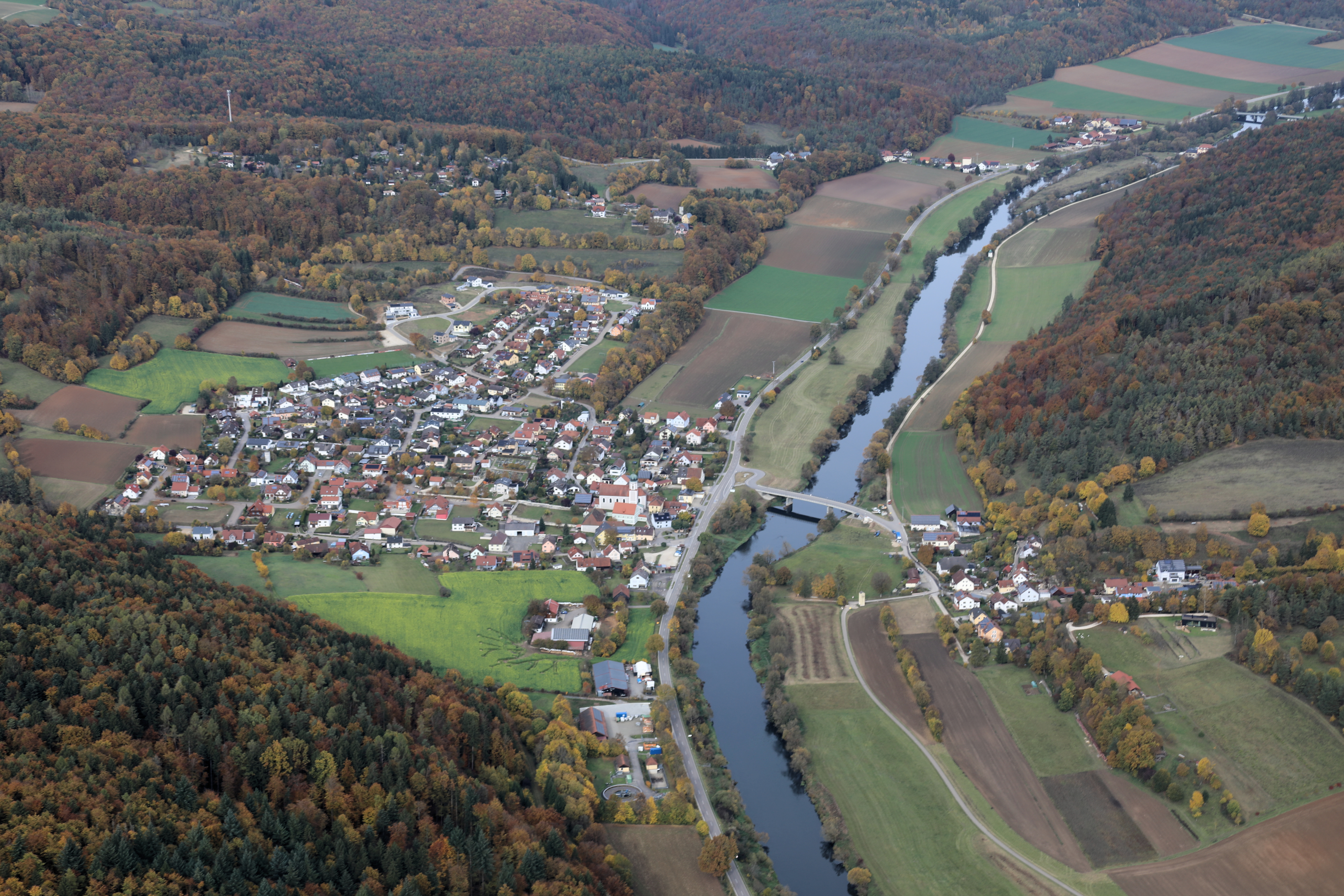
Duggendorf, Kleinduggendorf (2023)
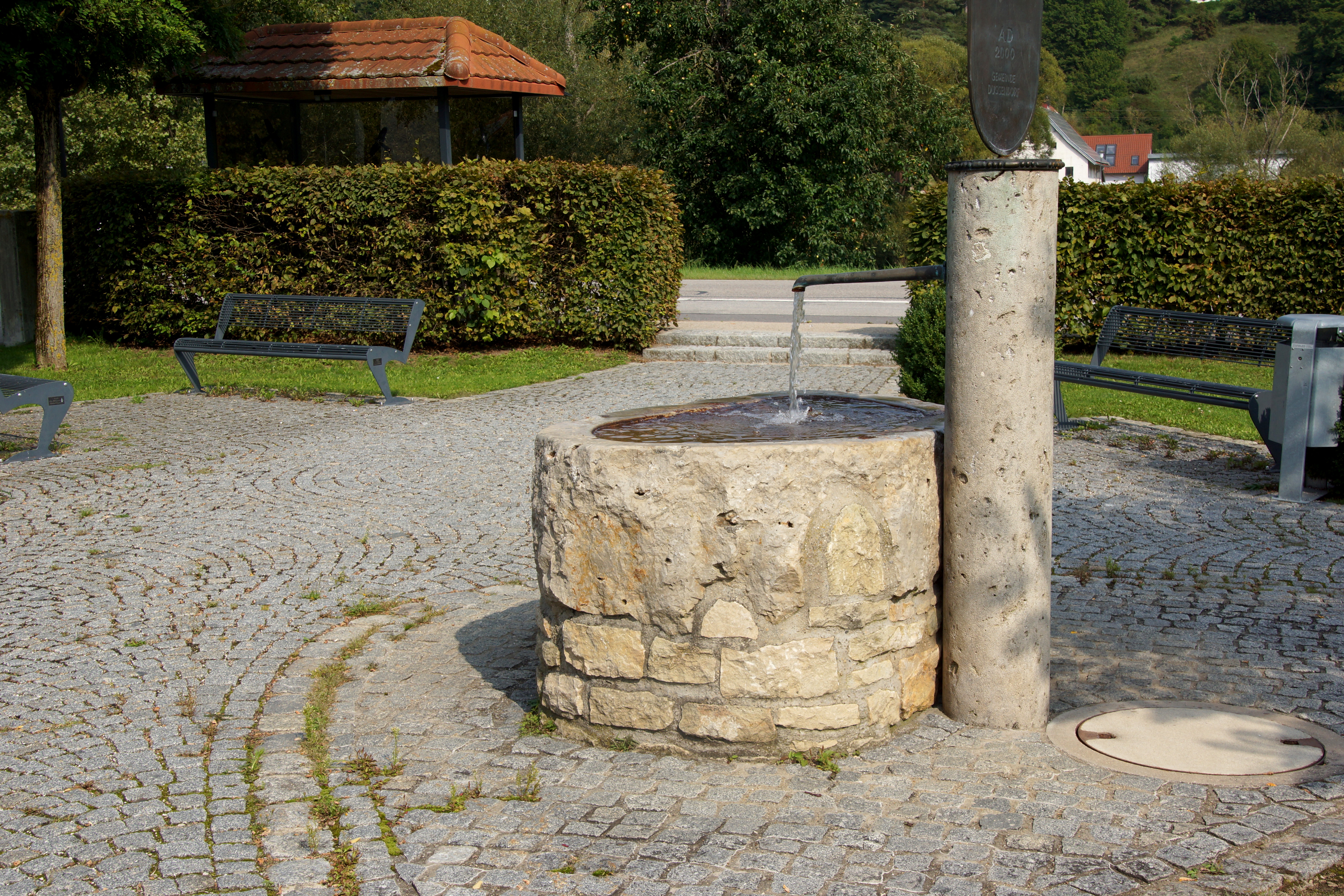
Dorfbrunnen
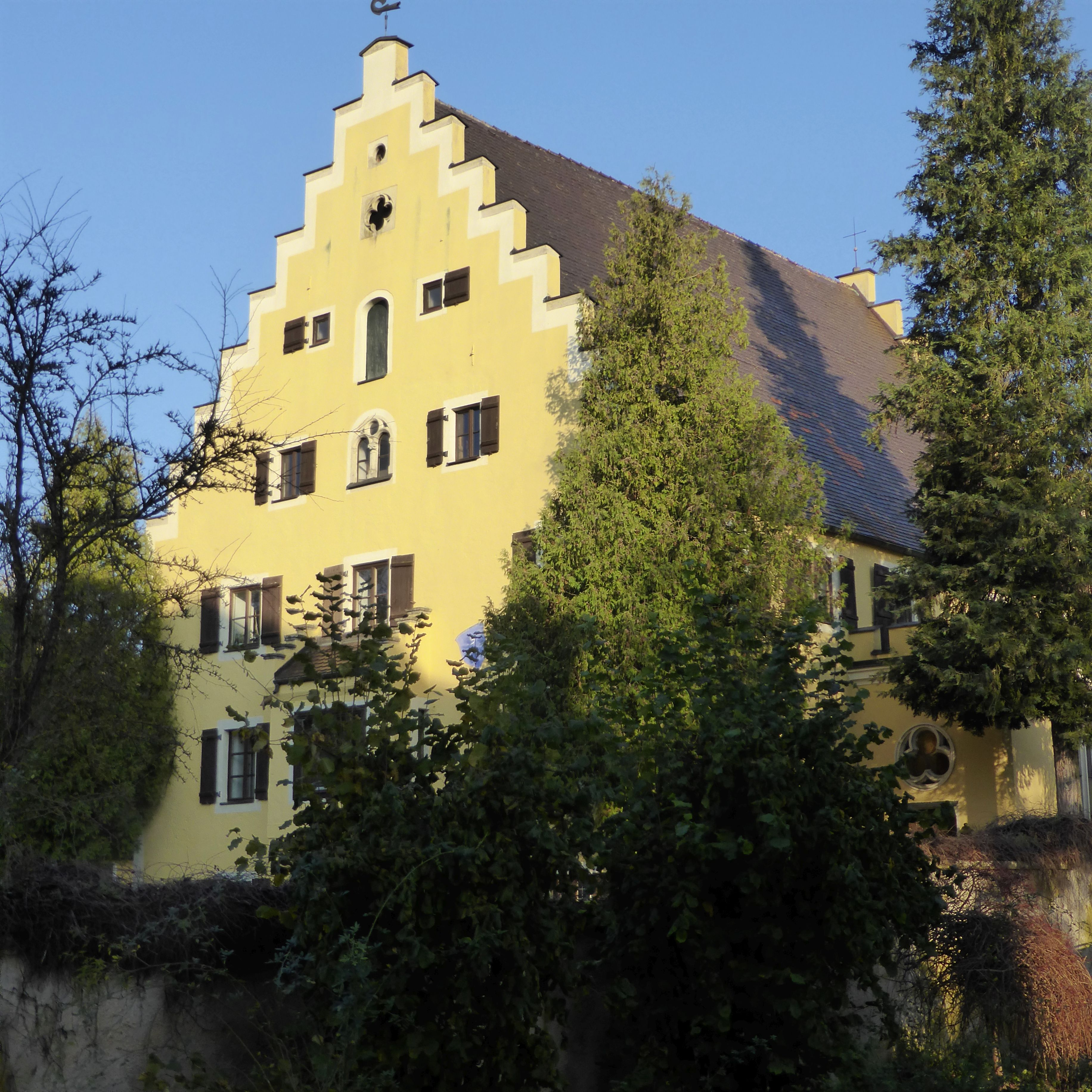
Schloss Heitzenhofen
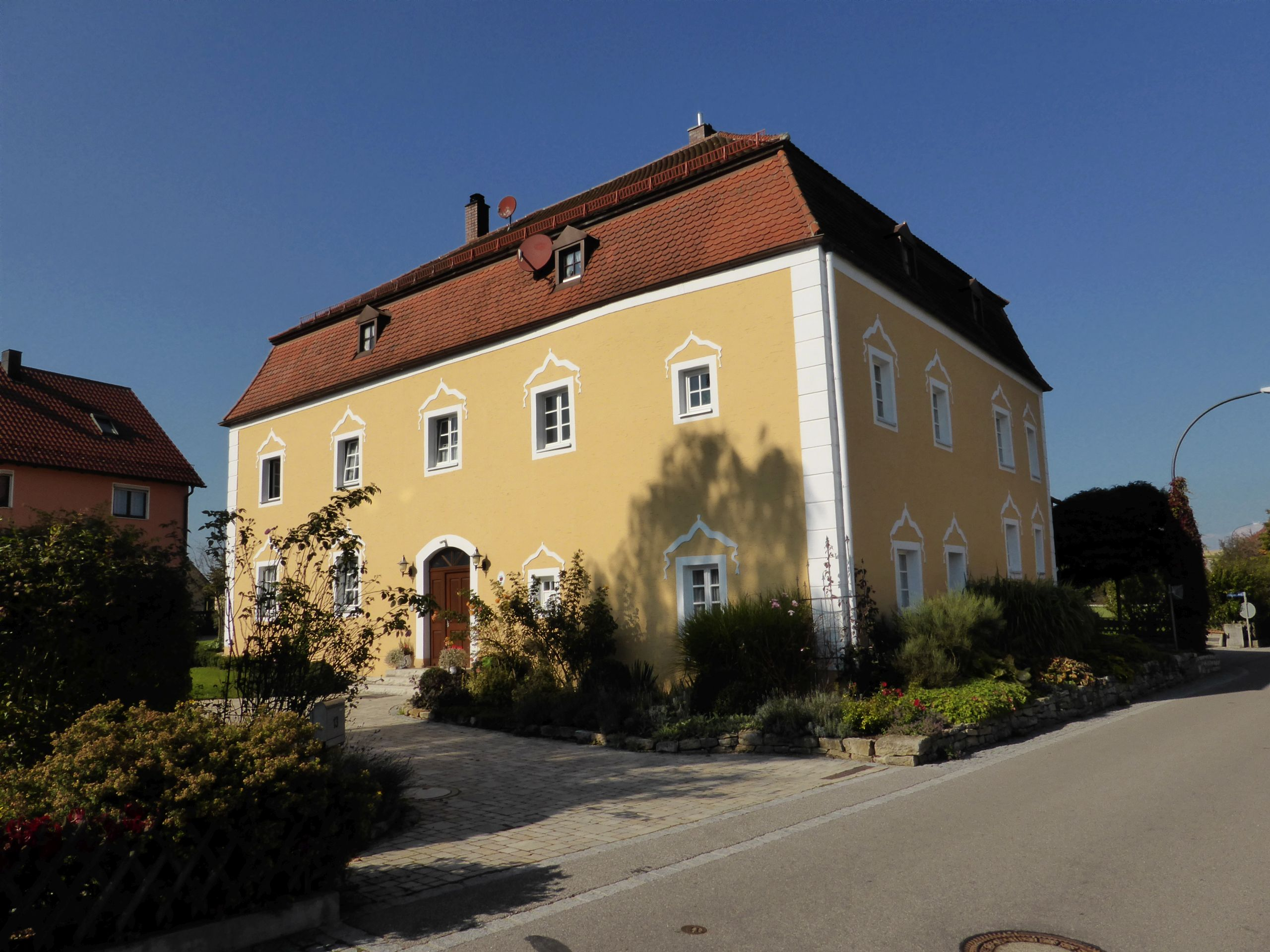
Schloss Wischenhofen

## Verkehr
- Autobahnanschluss AS 96 Laaber an der A 3
- Staatsstraßen 2165 und 2235
- Zwei Buslinien des RVV

## Vereine
- DJK Duggendorf (Sportverein)
- Katholischer Frauenbund
- Kriegerverein Hochdorf
- Schützenverein Hubertus Hochdorf e. V.
- TC Hochdorf (Tennis)
- Naabtalblaskapelle Duggendorf
- Trachtenkapelle Duggendorf
- VDK-Ortsverband
- FF Duggendorf
- FF Hochdorf
- FF Wischenhofen
- FF Heitzenhofen
- RK Wischenhofen
- FC Bayernfanclub Naabtal